# Digitogorgia
Digitogorgia is een geslacht van neteldieren uit de klasse van de Anthozoa (bloemdieren).

## Soort
- Digitogorgia kuekenthali Zapata-Guardiola & Lopez-González, 2010